# Typothorax
Typothorax é um género extinto de aetossauro que viveu no Triássico Superior. Seus restos foram encontrados na América do Norte. Duas espécies são conhecidas: T. coccinarum (espécie-tipo) e T. antiquum.

## Descrição

Tamanho do Typothorax coccinarum comparado a um humano.

Typothorax era um aetossauro clássico, um crurotarsi relacionadas com crocodilos modernos. Ao contrário dos crocodilos modernos, eles eram aetossauros herbívoros. Possuíam pequenas dentes em forma de folha que eram inadequadas para uma dieta carnivora. Ao contrário de alguns aetossauros como Desmatosuchus, o Typothorax não tem grande espigões nos ombros. Trata-se, de um par de espigões alargados no pescoço projetados a partir da terceira fila de escamas. Tem escamas laterais que tem chifres que são posteriormente ligado ao longo de sua volta, enquanto os seus lados e ventre são cobertos com escamas ornamentada. Embora fósseis de aetossauros não sejam tão comuns como outros arcossauros do Triássico, sua forte armadura é mais comum de ser encontrada. Typothorax, esta representado com menos elementos esqueléticos que outros aetossauros. Typothorax tinha cerca de 2,5 metros de comprimento e pesava 100 kg.
A coluna vertebral do Typothorax é curvada, com vértebras individuais reduzidas no comprimento. No entanto, as osteodermas que envolvem  as vértebras não são curvadas. Em vez disso, são em número reduzido para que cada osteoderma paramediana dorsal (osteoderma que cobre a parte traseira) cubra várias vértebras dorsais. Em quase todos os crurotarsi  há uma linha de osteodermas por vértebra. Typothorax coccinarum tem cerca de 20 linhas de osteodermas pré-sacrais e cerca de 26 vértebras pré-sacrais. Os espigões cervicais do Typothorax são homólogas às dos Desmatosuchus, é provável que as linhas de osteodermas foram retiradas da frente. Isto porque, no Desmatosuchus os espigões estão presentes na quinta fileira, enquanto que em Typothorax eles estão presentes na terceira.
Em Typothorax coccinarum, há 10 colunas torácica e quatro colunas de caudais de osteodermas ventrais na parte inferior. Ao contrário de todos os outros aetossauros, os Typothorax possui osteodermas na parte inferior da cauda, perto da cloaca. Essa região não é coberta por osteodermas como em outros aetossauros, tais como Aetosaurus e Coahomasuchus.

## História
Typothorax foi um dos primeiros vertebrados nomeado do Triássico do oeste da América do Norte, mas tem sido mal compreendida desde sua nomeação. Paleontólogos encontraram as característica  placas de blindagem ao longo de décadas, mas só recentemente um estudo abrangente dos Typothorax foi realizado. Ele foi encontrado no Arizona na Formação Chinle, bem como no Novo México e Texas na Formação Bull Canyon do Grupo Dockum.

## Paleobiologia
Como todos os aetossauros e muitos outros Crurotarsi primitivos, o Typothorax tinha membros posteriores eretos abaixo do corpo. Isto é evidente pelo fêmur em linha reta, pés dirigidos e a projeção da superfície lateral do ílio sobre o fêmur. Como o comprimento do fêmur é quase igual ao da tíbia e fíbula (perna) e astrágalo e calcâneo (tornozelo), o Typothorax foi provavelmente lento. Os membros anteriores são reduzidos em tamanho e foram dirigidos para fora em uma posição arrastado. Esta postura também é visto em anquilossauros, ceratopsias, e o cinodonte primitivo Procynosuchus.
Vários aspectos do membros dianteiros têm sido interpretadas como adaptações para cavar. Como muitos tetrápodes escavadores, o Rádio é significativamente menor do que o úmero. Como outros aetossauros, há uma crista proeminente no deltopeitoral no úmero. A manus (equivalente a mão) é curta e larga, uma característica de animais escavadores. Há também um entepicôndilo no úmero, que é a origem da pronação do antebraço e músculos flexores da mão. Typothorax também possui um processo olécrano relativamente longo para a inserção do músculo Tríceps braquial, mas não tão longo como dos animais cavadores. Heckert (2010) concluiu que o Typothorax não foi especificamente adaptado para um estilo de vida fossorial (adaptação à escavação e vida subterrânea), mas tinha uma habilidade de cavar que outros aetossauros não tinham. O focinho arrebitado do aetossauro Typothorax e outros sugerem que eles podem ter procurado alimentos enraizados no solo.

## Classificação
Typothorax pertence a um clado de aetossauros chamado Typothoracisinae, da subfamília Aetosaurinae. Está muito relacionada com Redondasuchus. Redondasuchus reseri foi nomeado em 1991, mas em 1995 foi sinonimizada com T. Coccinarum, com base na semelhança das osteoderma. Martz (2002) sugeriu que R. reseri pertence a Typothorax, mas ainda sendo sua própria espécie, chamada T. reseri. Mais recentemente, as diferenças entre Redondasuchus e Typothorax tem apoiado a descrição de uma nova espécie, R. rineharti, em 2006. Com novo material esquelético do T. coccinarum, Heckert et al. (2010) afirma que o Redondasuchus é diferente do Typothorax porque tem osteodermas paramedianas fortemente flexionadas, enquanto que o Typothorax tem osteodermas paramedianas arqueadas suavemente.